# Berentzen
Die Berentzen-Gruppe Aktiengesellschaft ist ein börsennotierter deutscher Getränkehersteller mit Hauptsitz in Haselünne im Emsland. Schwerpunkt der Geschäftstätigkeit sind Herstellung und Vertrieb von Spirituosen, alkoholfreien Getränken sowie Frischsaftsystemen. Die Gruppe beschäftigt rund 500 Mitarbeiter an Standorten in Deutschland sowie in Österreich und der Türkei.

## Geschichte

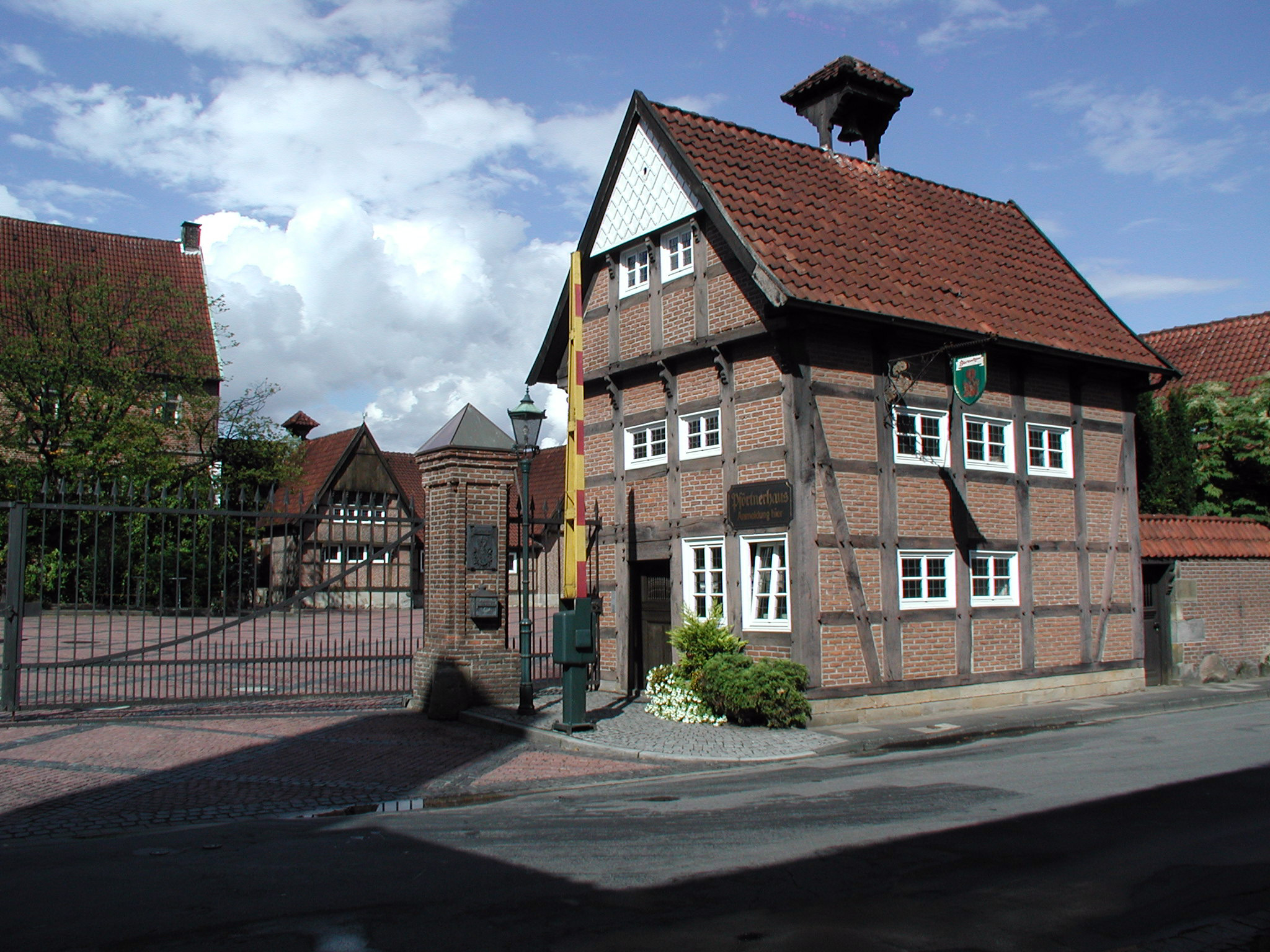
Ehemalige Kornbrennerei Berentzen in Haselünne

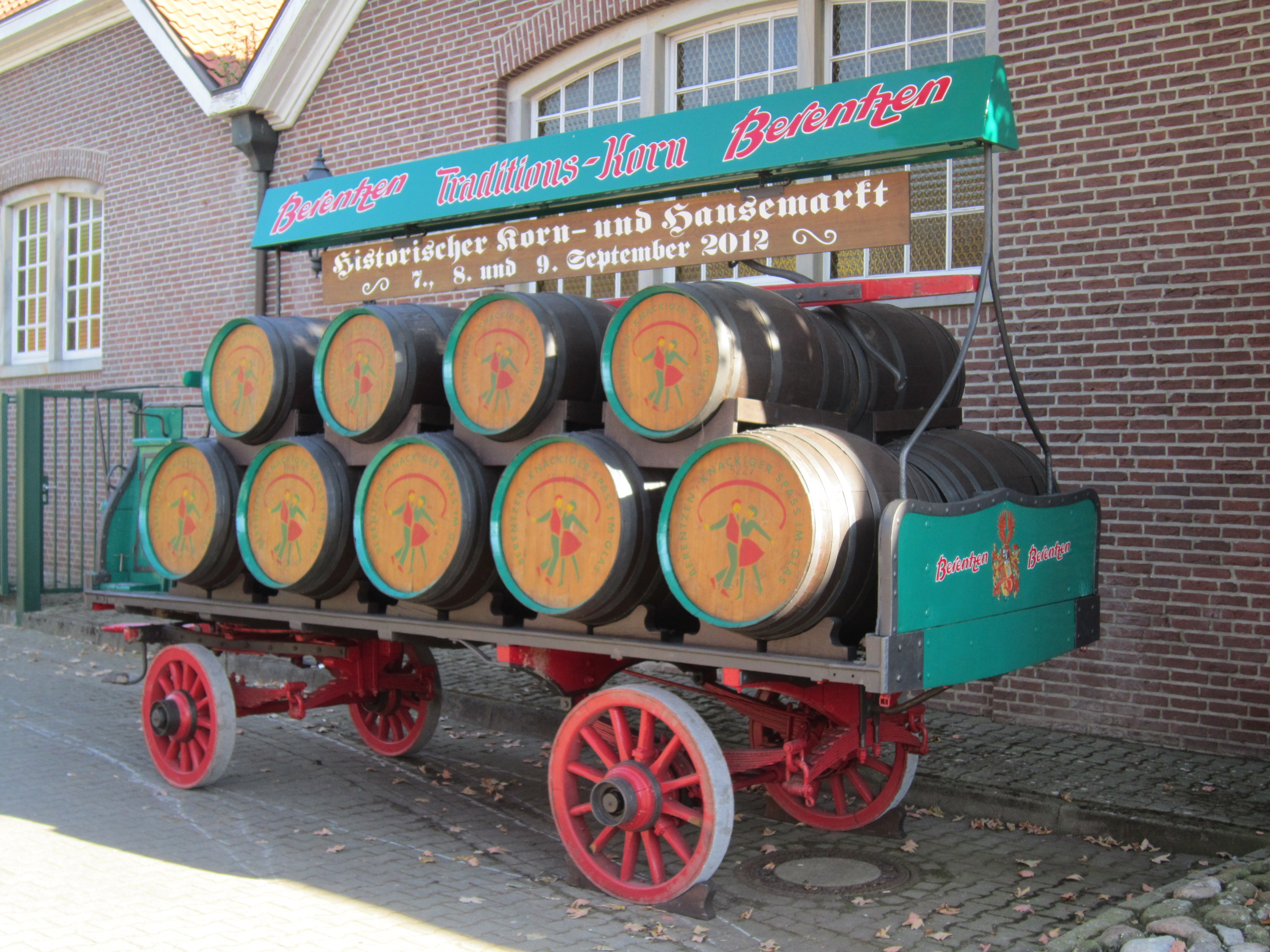
Werbung der Marke Berentzen auf dem Korn- und Hansemarkt Haselünne 2012

### Die Kornbrennerei Berentzen 1758–1988
Die heutige Berentzen-Gruppe geht auf mehrere Familienunternehmen zurück. Das älteste, die Kornbrennerei I. B. Berentzen (‚J. B. Berentzen‘), wurde im Jahr 1758 von dem Ratsherrn Johann Bernhard Tobias Berentzen (* 2. April 1718, † 18. Dezember 1798) im emsländischen Haselünne gegründet. Damals gab es bereits 25 weitere „Fuselbrenner“ in Haselünne, wie aus dem Protokoll einer gerichtlichen Visitation des Jahres 1758 hervorgeht.
Die markenrechtliche Sicherung des Familiennamens erfolgte 1899 durch die Eintragung des Kornbrand Berentzen vom alten Faß als Marke. 1958 gelang durch die Gründung der Emsland-Getränke GmbH der Einstieg in den Vertrieb alkoholfreier Getränke. Im Jahr 1960 konnte die Konzession für Pepsi-Cola in Deutschland erworben werden.
Einen Durchbruch in der Unternehmensgeschichte markierte die Einführung des Apfelkorns (Mischgetränk aus Weizenkorn und Apfelsaft) im Jahr 1976 durch die Brüder Friedrich und Hans Berentzen. Berentzen Apfelkorn gilt als erfolgreichste Neueinführung einer Spirituose in Deutschland seit dem Zweiten Weltkrieg und wird seit 1979 auch ins Ausland exportiert.

### Gründung der Berentzen-Gruppe und Börsengang
Im Jahr 1988 entstand die Berentzen-Gruppe durch Fusion mit der Weinbrennerei Pabst & Richarz und wurde zum zweitgrößten Spirituosenunternehmen Deutschlands. Die Wurzeln von Pabst und Richarz liegen im 19. Jahrhundert: 1861 begann Wilhelm Josef Richarz in Königswinter, Wein zu brennen; 1898 gründete Hermann Pabst in Düsseldorf eine Weinhandlung, der später eine Brennerei folgte. Die beiden Familienunternehmen schlossen sich 1969 zusammen.
1994 wagte die Berentzen-Gruppe als bis dahin einziger deutscher Spirituosenhersteller einen Börsengang. In der Folge kaufte Berentzen zahlreiche Unternehmen der Spirituosenbranche, darunter Strothmann (1996) und Dethleffsen (1999). Während sich die stimmberechtigten Stammaktien in den Händen der Eigentümerfamilien befanden, erwarben zahlreiche Anleger an der Börse die stimmrechtslosen Vorzugsaktien. Diese waren auch als „Eintrittskarte“ zu den Hauptversammlungen beliebt, die bis 2005 in Haselünne „wie ein Volksfest“ gefeiert wurden und auf denen die Produkte der Unternehmensgruppe als Naturaldividende großzügig ausgeschenkt wurden.
Nach anfänglichen Kurserfolgen büßte die Aktie jedoch gegenüber ihrem Allzeithoch von 1996 (über 35 Euro resp. knapp 70 DM) bis 2003 (3 Euro) über 90 % ihres Wertes ein. Trotz mehrerer Umstrukturierungen und Wechsel an der Unternehmensspitze sowie einer Übernahme hat sich der Kurs bis 2009 nicht davon erholen können.
Probleme gab es vor allem im Kerngeschäft Spirituosen. Innerhalb von zehn Jahren schrumpfte der Inlandsumsatz in diesem Bereich trotz zwischenzeitlicher Zukäufe und dem Erwerb von Lizenzmarken von über 200 Mio. Euro im Jahr 1996 (damals knapp 400 Mio. Deutsche Mark) auf nur noch 104 Mio. Euro im Jahr 2006. Der Konzernumsatz (ohne Branntweinsteuer) betrug im Jahr 2006 nur noch 180 Mio. Euro. Davon entfielen gut ein Viertel auf alkoholfreie Getränke.

### Rückzug der Eigentümerfamilien
Im Jahr 2006 schied Jan Berentzen aus dem Vorstand aus. Erstmals lag das operative Geschäft nun in den Händen eines familienfremden Managements. 2007 kündigte Berentzen einen Konsolidierungskurs an. Mit einer umfangreichen Marketingkampagne sollte die Position des Unternehmens auf dem insgesamt rückläufigen Spirituosenmarkt in Deutschland gestärkt werden. Das erste Umsetzungsjahr 2007 schloss mit einem Verlust von 11,8 Mio. Euro ab.
Im Sommer 2008, dem Jahr des 250-jährigen Bestehens des Unternehmens, zogen sich die bisherigen Eigentümerfamilien Berentzen, Pabst, Richarz und Wolff größtenteils aus dem Unternehmen zurück und verkauften etwa 75 % der Stammaktien an eine Tochtergesellschaft des Münchner Finanzinvestors Aurelius. Die übrigen 24,9 Prozent der Stammaktien verblieben bei ca. 20 Aktionären, darunter die Familienstämme um Jan Bernd Berentzen, Christian Berentzen und Friedrich Berentzen. Die Familien Pabst und Richarz verkauften ihre Anteile dagegen vollständig. Infolge eines Übernahmeangebotes nach dem Wertpapiererwerbs- und Übernahmegesetz wechselten bis Ende 2008 weitere Stammaktien und ein Teil der Vorzugsaktien zu Aurelius. Vor diesem Hintergrund wurde das 250-jährige Unternehmensjubiläum im Jahr 2008 nicht gefeiert.

### Entwicklung während der Zugehörigkeit zur Aurelius AG
Im Geschäftsjahr 2008 entstand ein Verlust von 22,5 Mio. Euro. Die vom neuen Eigentümer bestellte Geschäftsleitung beschloss Sanierungsmaßnahmen, darunter eine Verschlankung der Verwaltung, die Ausgliederung von Vertrieb, Marketing und Logistik und die Schließung der Destillerie am historischen Standort in der Haselünner Altstadt. Die Spirituosenherstellung wurde von dort an den bestehenden Standort Minden verlagert. Nach wie vor befinden sich in Haselünne die Verwaltung und eine Abfüllanlage für Softdrinks und Mineralwasser.
Seit 1. April 2009 sind zwei bekannte Importmarken, Licor 43 aus Spanien und Linie Aquavit aus Norwegen, nicht mehr im Vertrieb von Berentzen; die Hersteller hatten die Verträge nach dem Verkauf an Aurelius gekündigt. Für das Geschäftsjahr 2009 wurde, bei weiter rückläufigem Umsatz, erstmals seit mehreren Jahren wieder ein Jahresüberschuss ausgewiesen.
Im Juni 2013 teilte der Softdrinks-Konzern Pepsico mit, den bis Jahresende 2015 laufenden Konzessionsvertrag nicht erneut zu verlängern. In der über 50 Jahre dauernden Zusammenarbeit mit der Berentzen-Gruppe hatte sich das Tochterunternehmen Vivaris zum größten der zum Schluss vier Pepsi-Konzessionäre entwickelt. Im Januar 2014 verständigte sich die Berentzen-Gruppe laut Ad hoc-Mitteilung innerhalb eines Tages erst mit dem PepsiCo-Konzern, den Vertrag vorzeitig zum Jahresende 2014 zu beenden, und anschließend mit der Deutsche Sinalco GmbH Markengetränke & Co. KG auf einen neuen Konzessionsvertrag im direkten Anschluss. Seit 2015 wird Sinalco in Konzession vertrieben.
Anfang September 2014 teilte die Berentzen-Gruppe mit, dass für einen Kaufpreis zwischen 15,50 und 17,45 Mio. Euro der Erwerb sämtlicher Anteile an der damaligen TMP Technic-Marketing-Products GmbH (heute: Citrocasa GmbH) mit Sitz in Linz (Österreich) vereinbart wurde. Das Unternehmen ist ein international tätiger Systemanbieter für frischgepressten Orangensaft (Marke: Citrocasa).
Im Laufe des Jahres 2016 verkaufte Aurelius den eigenen Aktienbesitz komplett. Den höchsten Aktienanteil hält derzeit die luxemburgische Mainfirst SICAV. Der Großteil der Aktien befindet sich im Streubesitz. Bereits 2015 hatte die Berentzen-Gruppe alle stimmrechtslosen Vorzugsaktien in stimmberechtigte Stammaktien umgewandelt. Damit wurden Stammaktien zur einzigen Aktiengattung bei der Berentzen-Gruppe.

### Entwicklung seit 2016
Um neues Wachstum zu erreichen, begann Berentzen mit der Ausrichtung auf Premium-Produkte. So brachte sie im Februar 2019 Tres Países, einen Premium-Rum und im April 2019 Berentzen Signature als Premium-Fruchtliköre auf den Markt. Durch den Erfolg mit Mio Mio entschied Berentzen sich im Mai 2019 die Kräuterlimo Kräuterbraut auf den Markt zu bringen.
Zu Beginn der COVID-19-Pandemie ist Berentzen im Jahr 2020 eine Kooperation zur Herstellung von Desinfektionsmitteln mit Remmers eingegangen. Dabei lieferte die Berentzen-Gruppe das Ethanol. Im September 2020 übernahm man den Premium-Cider Goldkehlchen.
Ende 2024 verkaufte Berentzen ihren Standort für die Abfüllung von alkoholfreien Getränken in Grüneberg (Kapazität 100 Millionen Liter pro Jahr) an den Getränkeabfüller Refresco, diese übernehmen auch die Wassermarken Märkisch Kristall und die Grüneberg Quelle. An dem Standort sollen auch künftig in Lohnabfüllung Berentzen-Produkte wie die Mio Mio abgefüllt werden.
Im November 2024 klagte die Paulaner Brauerei Gruppe vor dem Landgericht München I, weil sie das Design der von Berentzen vertriebenen Mio Mio Cola + Orange als zu ähnlich zur Paulaner Spezi empfinden. Dabei sei das Design von einer Tapete inspiriert, die der Marketingchef Frederik Bergmann um 2011 in seiner Studentenwohnung hatte.

## Eigentümer
Das Grundkapital von knapp 25 Millionen Euro verteilt sich seit 2015 auf 9,6 Millionen Stammaktien. Zuvor gab es je 4,8 Millionen Stammaktien und Vorzugsaktien. Die Stammaktien und damit alle Stimmrechte wurden bis 2008 von mehreren Eigentümerfamilien gehalten. Ab 2008 wurden etwa 80 % von ihnen von der BGAG Beteiligungs GmbH gehalten, einer Tochtergesellschaft der Münchener Beteiligungsgesellschaft Aurelius. Die Vorzugsaktien wurden an der Börse gehandelt und befanden sich überwiegend (2009: 73 %) in Streubesitz, darunter Mitarbeiter des Unternehmens und Anleger aus der Region, weitere knapp 13 % kontrollierte Aurelius. Im Jahr 2015 wurden die Vorzugsaktien allesamt in Stammaktien umgewandelt. Im Jahr 2016 entschied sich Aurelius nach der erfolgreichen Sanierung für einen Verkauf sämtlicher Anteile. Seitdem befindet sich der überwiegende Anteil der Aktien im Streubesitz.
Berentzen zählt zu den 20 wichtigsten börsennotierten Unternehmen in Niedersachsen. Die Kursentwicklung wurde daher bis zu dessen Auflösung im Jahre 2020 im regionalen Aktienindex NISAX20 abgebildet.
Aktionärsstruktur
Mit Stand 13. Oktober 2024 verteilten sich die Aktien wie folgt:
| Anteil | Anteilseigner                                                                         |
| ------ | ------------------------------------------------------------------------------------- |
| 8,5 %  | Mainfirst SICAV, Luxemburg                                                            |
| 5,5 %  | Marchmain Invest NV, Belgien                                                          |
| 5,1 %  | Lazard Frères Gestion, Frankreich (Investmentgesellschaft der Lazard-Gruppe)          |
| 5,0 %  | Aevum Fondation de Prévoyance, Schweiz (Versicherungsgesellschaft der Aevis Victoria) |
| 2,1 %  | Eigenaktien                                                                           |
| 73,8 % | Streubesitz (Aktionäre mit jeweils weniger als 5,0 % der Stimmrechte)                 |

## Tochterunternehmen und Beteiligungen
Zur Berentzen-Gruppe gehören folgende Unternehmen (soweit nicht anders angegeben: Beteiligung zu 100 %):
- Haselünne: Berentzen Distillers International GmbH, Der Berentzen Hof GmbH, Kornbrennerei Berentzen GmbH, Medley’s Whiskey International GmbH, Puschkin International GmbH, Strothmann Spirituosen Verwaltung GmbH, Turoa Rum International GmbH, Vivaris Getränke GmbH & Co. KG, MIO MIO GmbH[23], Winterapfel Getränke GmbH, Berentzen Distillers Asia GmbH, Berentzen Distillers Turkey GmbH, Berentzen North America GmbH, Die Stonsdorferei W. Koerner GmbH & Co. KG, Vivaris Getränke Verwaltung GmbH
- Flensburg: DLS Spirituosen GmbH
- Norden: Doornkaat AG
- Minden: Landwirth’s GmbH, Pabst & Richarz Vertriebs GmbH
- Grüneberg: Grüneberger Spirituosen und Getränkegesellschaft mbH
- Istanbul (Republik Türkei): Berentzen Alkollü İçkiler Ticaret Limited Sirketi
- Shanghai (Volksrepublik China): Berentzen Spirit Sales (Shanghai) Co., Ltd.

- Jelenia Góra (Polen): Sechsämtertropfen G. Vetter Spolka z o.o.
- Linz (Österreich): TMP Technic-Marketing-Products GmbH

## Produkte und Marken, Kennzahlen

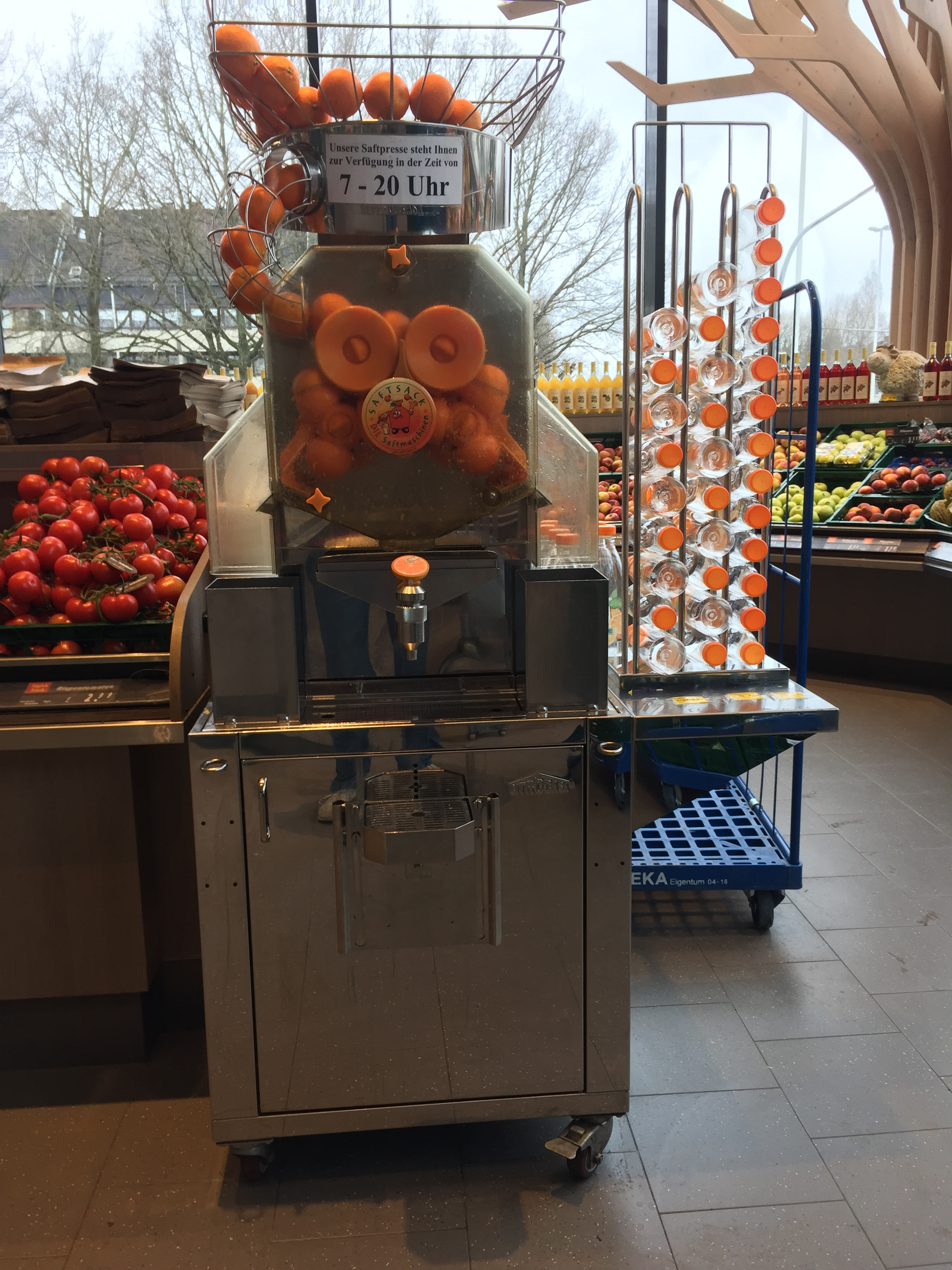
Citrocas-Saftpresse

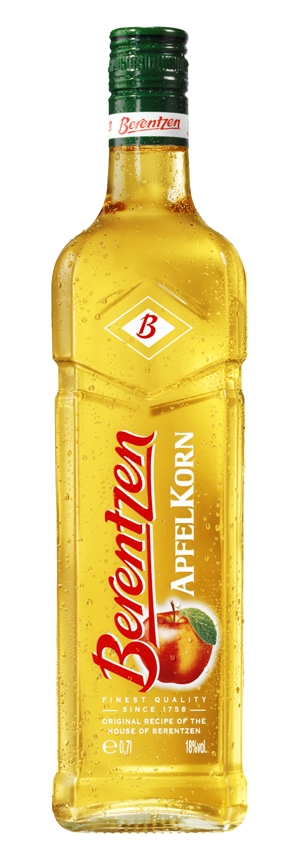
Berentzen Apfelkorn

Die bekanntesten Kernmarken des Konzerns sind Berentzen und Puschkin. Weiterhin stellt die Berentzen-Gruppe norddeutsche Erzeugnisse wie Weizenkorn und Bommerlunder her und vertreibt als Importeur auch internationale Lizenzmarken. Das Tochterunternehmen Vivaris produziert alkoholfreie Getränke (z. B. Mineralwasser und Softdrinks), die in zwölf von sechzehn Bundesländern (Nord- und Ostdeutschland sowie Teile von Hessen und NRW) abgesetzt werden. Das österreichische Tochterunternehmen Citrocasa bietet sogenannte Frischsaftsysteme unter der Marke Citrocasa an. Dazu gehören Fruchtsaftpressen, Flaschen und Orangen.
Die Fruchtspirituosen des Unternehmens werden aus Weizenkorn gewonnen und haben einen Alkoholgehalt zwischen 15 und 20 % vol. Sie werden in verschiedenen Geschmacksrichtungen produziert, darunter Apfel, Saurer Apfel, Wildkirsch, Maracuja, Waldfrucht und Waldmeister. Weitere Produkte sind Berentzen Traditionskorn (32 % vol), Berentzen Doppelkorn (38 % vol) und der in Eichenfässern gereifte Berentzen Edelkorn (38,5 % vol).
Weitere Marken der Gruppe sind:
- Puschkin (Wodka)
- Bommerlunder
- Doornkaat (Korn)
- Tres Paises (Rum)
- Strothmann (Korn und Kräuterlikör)
- Echt Stonsdorfer (Kräuterlikör)
- Hansen (Rum und Rum-Verschnitt)
- Dirty Harry (Lakritzlikör)
- Polar (Limes)
- Springer Urvater (Spirituose mit Weinbrandgeschmack)
- Double Q (Whisky)
- Vikingfjord Vodka (Vertriebsrechte in Deutschland seit 2001)[24]
- Goldkelchen Cider

Alkoholfreie Getränke aus dem Produktsortiment sind:
- Mineralwässer (Emsland-Quelle, St. Ansgari)
- Wellness-Drinks und Sportgetränke der Marke Vivaris
- Sinalco (Konzessionsmarke seit 2015)
- Energy-Drink Quixx
- Mio Mio
- Kräuterbraut Limo

Ehemalige Produkte sind unter anderem:
- Kiwisala (Kiwilikör)
- Lufthansa Cocktail (Aprikosen-Orangenlikör mit 30 % vol, Lizenzproduktion 2005–2014)

Kennzahlen
Im Geschäftsjahr 2017 erwirtschaftete der Konzern Umsatzerlöse in Höhe von 172,13 Millionen Euro (exklusive Alkoholsteuer).
Das Absatzvolumen im Geschäftsfeld Spirituosen belief sich im Jahr 2017 auf 82,6 Millionen 0,7-l-Flaschen. Davon entfielen rund 69 % (57,2 Mio. 0,7-l-Flaschen) auf Handels- und Zweitmarken im In- und Ausland, knapp 31 % auf Markenspirituosen im In- (20,5 Mio. 0,7-l-Flaschen) und Ausland (4,9 Mio. 0,7-l-Flaschen). Das Segment Spirituosen trug rund 53 % (91,0 Mio. Euro) zum Konzernumsatz bei.
171,8 Millionen Liter Mineralwässer und Erfrischungsgetränke setzte der Konzern im Jahr 2017 im Segment Alkoholfreie Getränke ab. Limonaden und sonstige Erfrischungsgetränke hatten daran einen Anteil von 45 % (77,1 Mio. Liter), Mineralwässer 44 % (75,9 Mio. Liter), Konzessionsmarken 6 % (9,6 Mio. Liter) und Mio Mio 5 % (9,2 Mio. Liter). Dieses Geschäftsfeld trug rund 29 % (49,42 Mio. Euro) zum Konzernumsatz bei.
Das Segment Frischsaftsysteme trug mit den abgesetzten Fruchtpressen (2540 Stück), Abfüllgebinden und Früchten rund 12 % (20,7 Mio. Euro) zum Konzernumsatz bei.

## Persönlichkeiten
- Johannes Berentzen (1872–1942)
- Hans Berentzen (1927–2005)
- Friedrich Berentzen (1928–2009)